# Joan de Jandun
Joan de Jandun (1275-1328) va ser un filòsof averroista, teòleg i escriptor polític. Va néixer a Jandun, a l'actual regió de les Ardenes franceses. Destaquen les seves interpretacions d'Aristòtil. Ocasionalment, se l'ha considerat coautor, juntament amb Marsili de Pàdua, de l'obra El defensor de la pau, tot i que no hi ha cap prova en aquest sentit.
Pel que fa a la seva filosofia, se l'emmarca en l'anomenat averroisme de Pàdua. Destaca especialment la seva distinció entre sentit passiu (per a l'espècie rebuda) i el sentit agent (responsable de la sensació i de l'activitat de l'ànima). Aquest sentit agent és per a tots els homes, fet que permet la cognoscibilitat de les coses.
Estén aquesta distinció a l'ànima, que la considera separada entre l'ànima sensitiva i l'ànima intel·lectiva. Aquesta ànima intel·lectiva és la que dirigeix el cos (la Forma aristotèlica), i és única per a tota la humanitat. En línia averroista, considera que no es pot demostrar la immortalitat d'aquesta ànima.
Afirma també que la teologia es basa en relats indemostrables de la Revelació.